# Мельничук Василь Андрійович
Василь Андрійович Мельничук (псевдо: «Чумак», «Славко», «Богун») (* 1914, с. Перерив, Коломийський район, Івано-Франківська область — † 27 листопада 1942, с. Стара Ягільниця, Чортківський район, Тернопільська область) — обласний провідник ОУН Станіславщини у 1941–1942.

## Життєпис

Пам'ятна листівка на смерть Василя Мельничука

Народився 1914 року в селі Перерив (тепер Коломийського району Івано-Франківської області).
Навчався у Коломийській гімназії. Згодом здобув вищу юридичну освіту, працював помічником адвоката.
Член ОУН, неодноразово заарештовувався польською поліцією, зокрема останній раз 1 вересня 1939.
З квітня 1940 по вересень 1941 займав посаду окружного провідника ОУН Коломийщини, а також відповідальний від Крайової Екзекутиви на Буковину і Бесарабію.
Під керівництвом Василь Мельничука та його заступника Романа Сельського військовий відділ оунівців піддав обстрілу угорські війська на початку німецько-радянської війни.
Був делегатом II Великого Збору ОУНР у Кракові.
З травня 1941 до серпня 1941, а також з вересня 1941 до лютого 1942 обласний провідник ОУН(р) Станіславщини. Заарештований німцями 5 лютого 1942. Розстріляний 27 листопада 1942 у групі з 52-ох оунівців в селі Стара Ягільниця, біля Чорткова на Тернопільщині.